# ماجد الزيد
ماجد الزيد: هو الشّاعر ماجد بن حمد بن شاكر الزيد القريّشي الجبري الخالديّ، سعودي الأصل، ولد في جماد ثاني لعام 1401 هـ، من ابرز شعراء قبيلة بني خالد ، شاعر المطوّلات والملاحم ، صاحب الملحمة الكونيّة ، تجاوزت العشرة الآف بيت ، وهو ثاني من استدركَ على الفراهيدي صاحب علم العروض ، فأضاف عليه بعد الأخفش البحر السّابع عشر، لهُ عدّة ملاحم وعدد غير قليل من النصوص الشّعريّة.